# Platyrinchus coronatus
El picoplano coronado (Platyrinchus coronatus) es una especie de ave paseriforme de la familia Tyrannidae, perteneciente al  género Platyrinchus. Es nativo de América Central y del norte de América del Sur.

## Nombres comunes
Se le denomina también piquichato coronimorado (en Honduras), picochato coronidorado (en Panamá y Ecuador), piquichato coronado (en Nicaragua), piquichato coronirrufo (en Costa Rica), pico de pala coronado (en Colombia), pico chato corona dorada (en Venezuela) o pico-chato de corona dorada en (Perú).

## Distribución y hábitat
Se distribuye en dos extensas áreas disjuntas; una, desde el norte y este de Honduras, por Nicaragua, Costa Rica, Panamá, noroeste y oeste de Colombia hasta el noroeste de Ecuador, a occidente de los Andes; la otra, en el escudo guayanés desde el este de Venezuela, Guyana, Surinam, Guayana francesa, y toda la cuenca amazónica de Brasil, sur de Venezuela, sur de Colombia, este de Ecuador, norte, este y sureste de Perú, hasta el norte de Bolivia, a oriente de los Andes.
Esta especie es considerada poco común en su hábitat natural, el sotobosque de selvas húmedas de terra firme, principalmente por debajo de los 700 m de altitud, pero hasta los 1500 m en las laderas de los tepuyes.

## Descripción
Es un pájaro muy pequeño, de unos 8,5 a 9 cm de longitud y 8 a 9 g de peso. Por encima es color oliva-marrón, y por debajo de un amarillo apagado, manchado de oliva en el pecho y en los flancos, y con la garganta blanca. El patrón facial es más complejo: el rostro es blanco con dos listas negras que parten del ojo, una postocular y la otra malar. El píleo es rojizo con una banda central amarilla, que puede ser poco visible. El pico, como en las otras especies del género Platyrinchus es muy ancho y plano, es negro por arriba y blanquecino por debajo. Es bastante parecido a Platyrinchus mystaceus, aunque este tiende a distribuirse por hábitats más montanos, y su garganta blanca resulta muy llamativa.

## Sistemática

### Descripción original
La especie P. coronatus fue descrita por primera vez por el zoólogo británico Philip Lutley Sclater en 1858 bajo el nombre científico (errado) Platyrhinchus coronatus; localidad tipo «Río Napo, Ecuador».

### Etimología
El nombre genérico masculino «Platyrinchus» se compone de las palabras del griego «πλατυς platus»: ‘ancho’, y «ῥυγχος rhunkhos»: ‘pico’; y el nombre de la especie «coronatus» en latín significa ‘coronado’.

### Taxonomía
Un estudio de ADN mitocondrial de las variaciones trans-amazónicas de aves forestales, encontró que existe mayor divergencia a través de los Andes que a través de la Amazonia. La verdadera situación taxonómica de las subespecies es incierta y precisa de más investigaciones.

### Subespecies

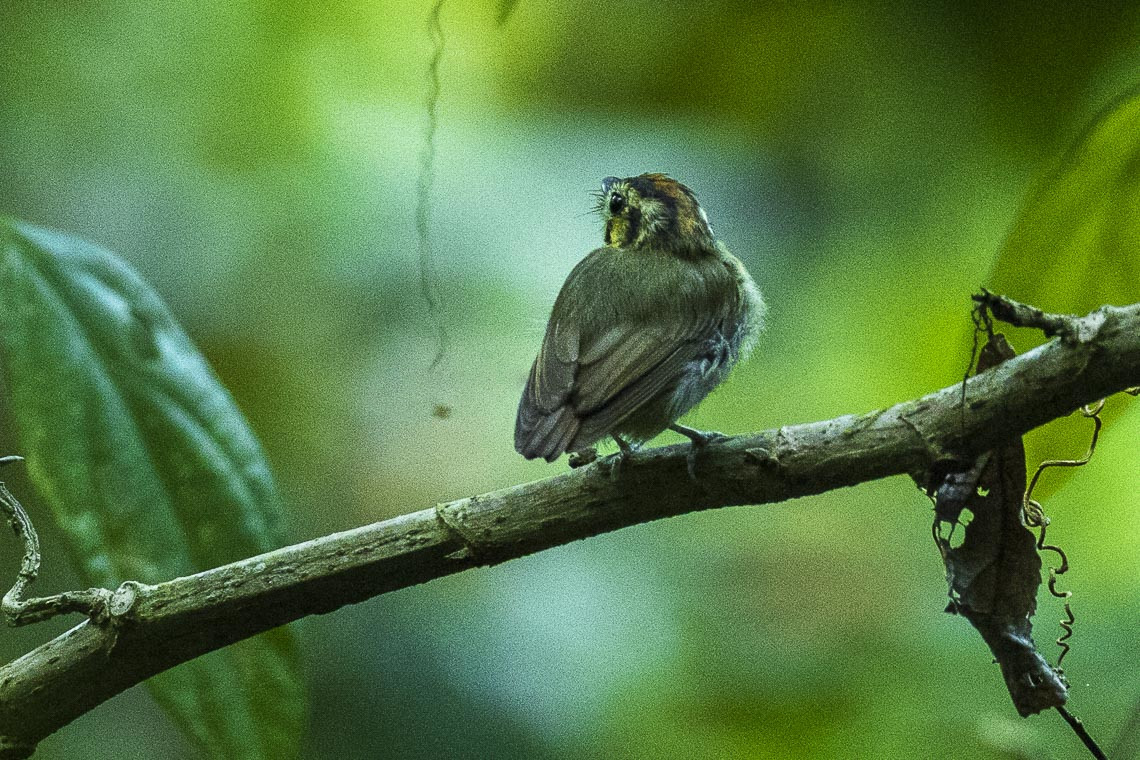
Platyrinchus coronatus superciliaris, río Tigre, Costa Rica.

Según las clasificaciones del Congreso Ornitológico Internacional (IOC) y Clements Checklist v.2017, se reconocen tres subespecies, con su correspondiente distribución geográfica:
- Platyrinchus coronatus superciliaris Lawrence, 1863 – norte y este de Honduras hacia el sur hasta el norte y oeste de Colombia (tierras bajas caribeñas, base norte de los Andes hasta el medio Valle del Magdalena en el oeste de Santander, y tierras bajas del Pacíco y noroeste de Ecuador (al sur hasta Manabí).
- Platyrinchus coronatus coronatus P.L. Sclater, 1858 – sur de Venezuela (Amazonas), sureste de Colombia (al sur desde el oeste de Caquetá y noreste de Amazonas) y este de Ecuador hacia el sur hasta el este de Perú, noroeste y oeste de Brasil (alto río Negro y, al sur del río Amazonas, hacia el este hasta el área del río Xingu y hacia el sur hasta el noroeste de Mato Grosso) y norte de Bolivia (al sur hasta La Paz).
- Platyrinchus coronatus gumia (Bangs & T.E. Penard, 1918) – sureste de Venezuela (centro y este de Bolívar), las Guayanas y adyacente norte de Brasil (alto río Branco al este hasta Amapá).[12]